# Kunyang (sockenhuvudort i Kina, Zhejiang Sheng, lat 28,25, long 120,56)
Kunyang (kinesiska: 昆阳, 昆阳乡) är en sockenhuvudort i Kina. Den ligger i provinsen Zhejiang, i den östra delen av landet, omkring 230 kilometer söder om provinshuvudstaden Hangzhou. Antalet invånare är 5 665. Befolkningen består av 2 804 kvinnor och 2 861 män. Barn under 15 år utgör 14,0 %, vuxna 15-64 år 59 %, och äldre över 65 år 26,0 %.
Runt Kunyang är det tätbefolkat, med 266 invånare per kvadratkilometer. Närmaste större samhälle är Qiaoxia, 9,3 km söder om Kunyang. I omgivningarna runt Kunyang växer i huvudsak blandskog.
Genomsnittlig årsnederbörd är 2 185 millimeter. Den regnigaste månaden är juni, med i genomsnitt 368 mm nederbörd, och den torraste är januari, med 71 mm nederbörd.